# Waddingham
Waddingham es una parroquia civil situada en el distrito de West Lindsey, en Lincolnshire, Inglaterra (Reino Unido). Según el censo de 2021, tiene una población de 600 habitantes.